# Irène Heidelberger-Leonard
Irène Heidelberger-Leonard (* 1944 in der Emigration in Frankreich) ist Honorarprofessorin an der Queen Mary, University of London. Sie war Professorin für deutsche Literatur an der Université libre de Bruxelles (ULB), wo sie fast 30 Jahre lang lehrte, bevor sie 2009 nach London zog. Sie war mit dem britischen Schriftsteller und Journalisten Dick Leonard verheiratet und ist die Mutter von Mark Leonard, einem Experten für Außenpolitik, und Miriam Leonard, einer Altphilologin.
Sie ist Mitglied der Deutschen Akademie für Sprache und Dichtung (Darmstadt) und hat viel über die deutsche Nachkriegsliteratur geschrieben, unter anderem über Alfred Andersch, Ingeborg Bachmann, Jurek Becker, Thomas Bernhard, Günter Grass, Ruth Klüger, W. G. Sebald und Peter Weiss.
Heidelberger-Leonard ist die Herausgeberin der neunbändigen Ausgabe der gesammelten Werke von Jean Améry im Klett-Cotta Verlag (2002–2008). Ihre Biografie über Jean Améry, Revolte in der Resignation, erhielt 2005 den alle zwei Jahre verliehenen Einhard-Preis für herausragende Biografik. Die französische Übersetzung von Sacha Zilberfarb (Actes Sud, 2004) wurde 2005 mit dem Raymond-Aron-Preis ausgezeichnet. Die Biografie wurde auch übersetzt ins Spanische (von Elisa Renau, Universitat de València, 2010) und ins Englische (von Anthea Bell: The Philosopher of Auschwitz: Jean Améry and Living with the Holocaust, I. B. Tauris, 2010).
Heidelberger-Leonards jüngstes Werk ist eine intellektuelle Biografie des ungarischen Schriftstellers Imre Kertész, der 2002 den Nobelpreis für Literatur erhielt.

## Veröffentlichungen (Auswahl)
- Imre Kertész: Leben und Werk. Wallstein Verlag. Göttingen, 2015.
- Jean Améry. Revolte in der Resignation. Klett-Cotta Verlag. Stuttgart 2004.
- Jean Améry, Werke, Band 1: Die Schiffbrüchigen, Lefeu oder Der Abbruch Aufsätze. Klett-Cotta Verlag. Stuttgart 2007.
- Jean Améry, Werke, Band 9: Materialien. Mit einer Bibliographie und einem Register von Gudrun Bernhardt. Klett-Cotta Verlag. Stuttgart 2008.
- Jean Améry im Dialog mit der zeitgenössischen Literatur: Essays. Ed. Hans Höller. Akademischer Verlag. Stuttgart 2002.
- Jean Améry. Der Schriftsteller. Ed. with Hans Höller. Akademischer Verlag. Stuttgart 2000.
- Text-Tollhaus für Bachmann-Süchtige? Westdeutscher Verlag. Wiesbaden 1998.
- Antiautobiographie zu Thomas Bernhards ‚Auslöschung’. With Hans Höller. Suhrkamp Verlag. Frankfurt/Main 1995.
- Alfred Andersch. With Volker Wehdekind. Westdeutscher Verlag. Wiesbaden 1994.
- Peter Weiss. Westdeutscher Verlag. Wiesbaden 1994.
- Jurek Becker. Suhrkamp Verlag. Frankfurt/Main 1992.
- Über Jean Améry. Universitätsverlag Winter GmbH. Heidelberg 1990.

Siehe auch: Gedächtnis und Widerstand, Festschrift für Irene Heidelberger-Leonard, hrsg. v. Mireille Tabah gem. m. Sylvia Weiler und Christian Poetini. Stauffenburg Verlag, Tübingen 2009.